# Scottish Division One 1906/07
Die Scottish Football League Division One wurde 1906/07 zum 14. Mal ausgetragen. Es war zudem die 17. Austragung der höchsten Fußball-Spielklasse innerhalb der Scottish Football League, in der der Schottische Meister ermittelt wurde. Sie begann am 15. August 1906 und endete am 15. Mai 1907. In der Saison 1906/07 traten 18 Vereine in insgesamt 34 Spieltagen gegeneinander an. Jedes Team spielte jeweils einmal zu Hause und auswärts gegen jedes andere Team. Es galt die 2-Punkte-Regel. Bei Punktgleichheit waren die Vereine (mit derselben Punktausbeute) gleich platziert.
Die Meisterschaft gewann zum insgesamt siebten Mal in der Vereinsgeschichte Celtic Glasgow. In dieser Saison stieg keine Mannschaft ab, nachdem alle erstklassigen Klubs wiedergewählt worden waren. Torschützenkönig wurde mit 29 Treffern Jimmy Quinn von Celtic Glasgow.

## Vereine
| Verein                | Stadt        | Stadion           |
| --------------------- | ------------ | ----------------- |
| FC Aberdeen           | Aberdeen     | Pittodrie Stadium |
| Airdrieonians FC      | Airdrie      | Broomfield Park   |
| Celtic Glasgow        | Glasgow      | Celtic Park       |
| FC Clyde              | Glasgow      | Shawfield Stadium |
| FC Dundee             | Dundee       | Dens Park         |
| FC Falkirk            | Falkirk      | Brockville Park   |
| FC Kilmarnock         | Kilmarnock   | Rugby Park        |
| FC Motherwell         | Motherwell   | Fir Park          |
| FC Queen’s Park       | Glasgow      | Hampden Park      |
| FC St. Mirren         | Paisley      | St. Mirren Park   |
| Glasgow Rangers       | Glasgow      | Ibrox Park        |
| Greenock Morton       | Greenock     | Cappielow Park    |
| Hamilton Academical   | Hamilton     | Douglas Park      |
| Heart of Midlothian   | Edinburgh    | Tynecastle Park   |
| Hibernian Edinburgh   | Edinburgh    | Easter Road       |
| Partick Thistle       | Glasgow      | Meadowside        |
| Port Glasgow Athletic | Port Glasgow | Clune Park        |
| Third Lanark          | Glasgow      | New Cathkin Park  |

## Statistik

### Abschlusstabelle
| Pl. | Verein                  | Sp. | S  | U  | N  | Tore    | Diff. | Punkte |
| --- | ----------------------- | --- | -- | -- | -- | ------- | ----- | ------ |
| 1.  | Celtic Glasgow (M)      | 34  | 23 | 9  | 2  | 080:300 | +50   | 55:13  |
| 2.  | FC Dundee               | 34  | 18 | 12 | 4  | 053:260 | +27   | 48:20  |
| 3.  | Glasgow Rangers         | 34  | 19 | 7  | 8  | 069:330 | +36   | 45:23  |
| 4.  | Airdrieonians FC        | 34  | 18 | 6  | 10 | 059:440 | +15   | 42:26  |
| 5.  | FC Falkirk              | 34  | 17 | 7  | 10 | 073:580 | +15   | 41:27  |
| 6.  | Third Lanark            | 34  | 15 | 9  | 10 | 057:480 | +9    | 39:29  |
| 7.  | FC St. Mirren           | 34  | 12 | 13 | 9  | 050:440 | +6    | 37:31  |
| 8.  | FC Clyde (N)            | 34  | 15 | 6  | 13 | 047:520 | −5    | 36:32  |
| 9.  | Heart of Midlothian (P) | 34  | 11 | 13 | 10 | 046:430 | +3    | 35:33  |
| 10. | FC Motherwell           | 34  | 12 | 9  | 13 | 045:480 | −3    | 33:35  |
| 11. | FC Aberdeen             | 34  | 10 | 10 | 14 | 048:550 | −7    | 30:38  |
| 11. | Hibernian Edinburgh     | 34  | 10 | 10 | 14 | 040:490 | −9    | 30:38  |
| 13. | Morton                  | 34  | 11 | 6  | 17 | 041:500 | −9    | 28:40  |
| 14. | Partick Thistle         | 34  | 9  | 8  | 17 | 040:600 | −20   | 26:42  |
| 15. | FC Queen’s Park         | 34  | 9  | 6  | 19 | 051:660 | −15   | 24:44  |
| 16. | Hamilton Academical (N) | 34  | 8  | 5  | 21 | 040:640 | −24   | 21:47  |
| 16. | FC Kilmarnock           | 34  | 8  | 5  | 21 | 040:720 | −32   | 21:47  |
| 16. | Port Glasgow Athletic   | 34  | 7  | 7  | 20 | 030:670 | −37   | 21:47  |

| Saison 1906/07 Schottischer Meister |                                |
| Zum Saisonende 1905/06              |                                |
| (M)                                 | Meister des Vorjahres          |
| (P)                                 | Pokalsieger des Vorjahres      |
| (N)                                 | Neuzugang aus der Division Two |

## Wahlprozedere
Die Regularien der Scottish Football League sahen vor, dass sich am Saisonende die zwei schlechtesten platzierten Teams zu Wiederwahl stellen mussten. Abgestimmt wurde auf der jährlichen Hauptversammlung der Scottish Football League, bei der zugleich über Neuaufnahmen entschieden wurde. Dieses Wahlsystem bestimmte bis 1922 den Auf- und Abstieg zwischen der Division One und Division Two.
| Verein                | # Stimmen | Ergebnis      | Division     |
| --------------------- | --------- | ------------- | ------------ |
| Hamilton Academical   |           | wiedergewählt | Division One |
| FC Kilmarnock         |           | wiedergewählt | Division One |
| Port Glasgow Athletic |           | wiedergewählt | Division One |
| FC Dumbarton          |           | nicht gewählt | Division Two |
| Leith Athletic        |           | nicht gewählt | Division Two |
| Raith Rovers          |           | nicht gewählt | Division Two |
| FC St. Bernard’s      |           | nicht gewählt | Division Two |
| FC Vale of Leven      |           | nicht gewählt | Division Two |